# Vállald önmagadat
A Vállald önmagadat 1974-ben készült színes magyar film. A forgatókönyvet A gyerekek kétszer születnek című regényéből Somogyi Tóth Sándor írta.

## Szereplők
- Dr. Kerekes – Avar István
- Magda, Kerekes második felesége – Almási Éva
- Magda, Kerekes első felesége – Moór Marianna (Moór Mariannként)
- Kerekes Zsolt – Jelisztratov Szergej
- Olgi – Kassai Tünde
- Dani – Bársony László
- iskolaigazgató – Somogyvári Rudolf
- pszichiáter – Gelley Kornél
- tanár – Benedek Miklós
- Csaba – Hegedűs D. Géza (Hegedűs Gézaként)
- Vass Henrik – Szabó Ferenc
- Kovács – Szederkényi Tamás
- Bea, Zsolt kishúga – Diamanti Athéna